# ونسا هسلر
ونسا هسلر (به ایتالیایی: Vanessa Hessler) متولد ۲۱ ژانویه ۱۹۸۸ در شهر رُم مُدل و هنرپیشه ایتالیایی است.

## زندگی‌نامه
او دارای دودمان آمریکایی است. پدرش جان از اهالی واشینگتن، دی.سی. و مادرش گابریلا از ایتالیا بود.
ونسا تا ۸ سالگی در رُم زندگی کرد و پس از آن به شهر محل تولد پدرش مهاجرت کردند. ونسا از پانزده سالگی در حرفه مُدلینگ فعالیت داشته‌است و تصویر او در نشریات ایتالیایی و آلمانی بارها چاپ شده‌است.
در سال ۲۰۰۲ به ایتالیا بازگشت و به‌عنوان مدل کارش را آغاز کرد. او به زبانهای ایتالیایی، انگلیسی و فرانسوی تسلط دارد.
هسلر در سال ۲۰۰۵ در فیلم کریسمس در میامی با کریستین دسیکا همبازی بود و پس از نمایش آن فیلم، محبوبیت او افزایش یافت. او در سال ۲۰۰۸ در نقش ایرنا (ملکه یونانی) در فیلم آستریکس در بازی‌های المپیک ظاهر شد که در آن بازیگرانی مانند آلن دلون و ژرار دوپاردیو هم حضور داشتند.

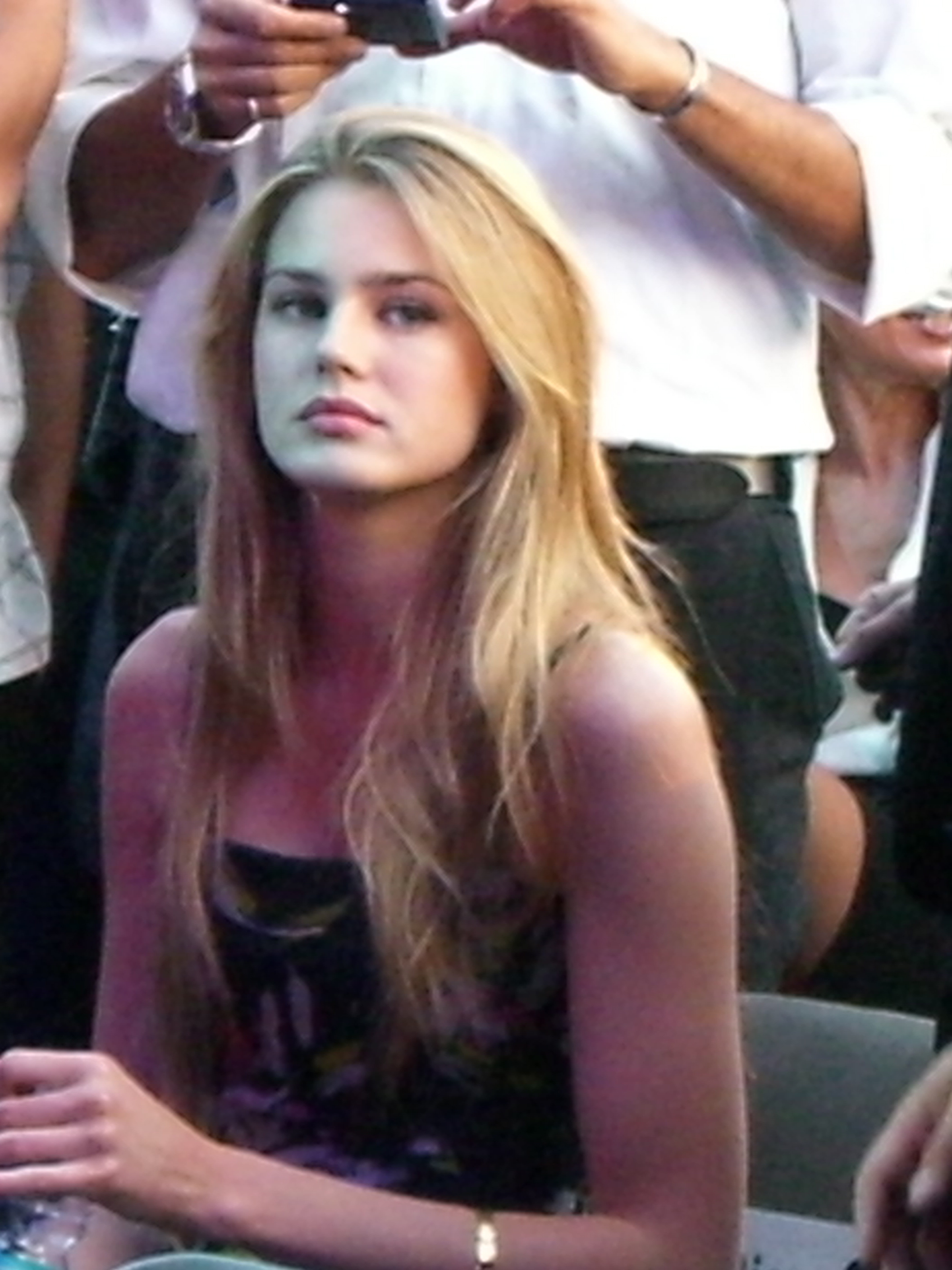

هسلر همچنین نقش اول مینی‌سریال‌های برای یک شب عاشقی (۲۰۰۸) و یک عصر اکتبر (۲۰۰۹) را بازی کرده‌است. وی همچنین در سال ۲۰۱۲ در مینی‌سریال دختر سروان نقش‌آفرینی نمود.
برخی آژانس‌های مُد که ونسا هسلر با آنها همکاری کرده‌است:
- گلمور رُم
- وان منیجمنت نیویورک
- الیت میلان
- الیت پاریس
- الیت آمستردام
- الیت بارسلونا
- مُدل منیجمنت هامبورگ
- مونیخ مُدلز